# VFL Grand Final 1988
De VFL Grand Final 1988 was een Australian football wedstrijd tussen de Hawthorn Football Club en de Melbourne Football Club. De wedstrijd werd gespeeld in de Melbourne Cricket Ground (MCG) in Melbourne op 24 september 1988. Het was de tweeënnegentigste jaarlijkse Grand Final van de Victorian Football League (VFL), gehouden om de premiers te bepalen van het seizoen VFL 1988. De wedstrijd, bijgewoond door 93.754 toeschouwers, werd gewonnen door Hawthorn Football Club met een marge van 96 punten, waarmee ze hun zevende premiership wonnen.